# Scotland Island
Scotland Island è un'isola che si trova a nord di Sydney, nel Nuovo Galles del Sud, in Australia. 
L'isola, che al censimento del 2016 aveva 579 abitanti, appartiene alla Local Government Area del Consiglio delle Spiagge Settentrionali (Northern Beaches Council) ed è situata a nord del sobborgo di Church Point, nella baia di Pittwater.
Scotland Island, che ha una forma arrotondata, ha un diametro di circa 1 km, un'altezza massima di 100 m e un'area di 52 ettari.

## Storia
L'isola si trova nelle terre dei Guringai, gli abitanti originari di questa zona. Nel vicino parco nazionale Ku-Ring-Gai Chase ci sono numerose incisioni rupestri scolpite dal popolo Guringai.
L'ammiraglio Arthur Phillip (poi governatore del Nuovo Galles del Sud), che esplorò per primo quest'area nel marzo 1788, la chiamò Pitt Island. Nel 1810 venne data in concessione a un detenuto scozzese, Andrew Thompson, come ricompensa per il suo lavoro di salvataggio da un'inondazioni del fiume Hawkesbury. È probabile che Thompson abbia cambiato il nome dell'isola in memoria della sua terra natale.